# Ryan Coogler
Ryan Kyle Coogler (Oakland, 23 de maio de 1986) é um diretor de cinema e roteirista norte-americano. Seu primeiro longa-metragem, lançado em 2013, Fruitvale Station: A Última Parada (2013), recebeu diversos prêmios. Ele também escreveu e dirigiu o sétimo filme da saga Rocky, Creed (2015). Em 2016, foi anunciado pela Marvel como diretor do filme Pantera Negra, lançado em 29 de janeiro de 2018. Os filmes de Coogler receberam aclamação da crítica e sucesso comercial significativos. Em 2013, ele foi incluído na lista da Time das 30 pessoas com menos de 30 anos que estão mudando o mundo. Seu trabalho tem sido aclamado pelos críticos por se concentrar em culturas e personagens muitas vezes esquecidos, principalmente negros. Ele frequentemente colabora com o ator Michael B. Jordan, que já apareceu em todos os seus filmes, assim como o compositor Ludwig Göransson, que já marcou todos os seus filmes. 
Em 2021, Coogler, Zinzi Coogler e Sev Ohanian fundaram a empresa multimídia Proximity Media para criar conteúdo orientado a eventos em várias plataformas.

## Biografia
Coogler nasceu em 23 de maio de 1986, em Oakland, Califórnia. Sua mãe, Joselyn (née Thomas), é organizadora da comunidade e seu pai, Ira Coogler, é conselheiro de condicional juvenil. Ambos os pais se formaram na California State University. Ele tem dois irmãos, Noah e Keenan. Seu tio, Clarence Thomas, é um longshoreman de terceira geração em Oakland e ex-tesoureiro secretário da International Longshore and Warehouse Union.[carece de fontes?]
Coogler viveu em Oakland, até os oito anos, quando se mudou para Richmond, Califórnia. Durante sua juventude, ele correu e jogou futebol. Ele frequentou uma escola católica particular, a Saint Mary's College High School, em Berkeley, Califórnia, e era bom em matemática e ciências. Ele começou sua faculdade no Saint Mary's College da Califórnia, em Moraga, Califórnia, pretendendo estudar química. Os jogadores de futebol foram incentivados a fazer um curso de redação criativa. O professor de Coogler neste curso elogiou seu trabalho e disse que era muito visual e o encorajou a seguir roteiros. Como atleta estudante, chegando na área da baía, Coogler fez amizade e jogou com frequência contra o running back da NFL Marshawn Lynch.[carece de fontes?]
Depois que o Saint Mary's cancelou seu programa de futebol em março de 2004, ele se transferiu e ganhou uma bolsa para jogar e frequentar o estado de Sacramento, onde em seus quatro anos conquistou 112 recepções por 1.213 jardas e 6 touchdowns. Em Sacramento, ele se formou em finanças e teve o maior número de aulas de cinema que pudesse se encaixar nos rigores do futebol universitário. Após a graduação, ele frequentou a Escola de Artes Cinematográficas da USC, onde fez uma série de curtas-metragens.[carece de fontes?]

## Vida pessoal
Coogler trabalha desde os 21 anos como conselheiro de jovens encarcerados no Juvenile Hall de São Francisco, seguindo os passos de seu pai, que compartilha da mesma ocupação. Coogler também é membro fundador e apoiador da campanha Blackout For Human Rights, comprometida em lidar com violações raciais e de direitos humanos que ocorrem nos Estados Unidos.[carece de fontes?]
Ele se casou com Zinzi Evans em 2016.[carece de fontes?]

## Filmografia

### Filmes
| Ano  | Título                             | Diretor | Roteirista | Produtor  | Notas        |
| ---- | ---------------------------------- | ------- | ---------- | --------- | ------------ |
| 2013 | Fruitvale Station                  | Sim     | Sim        | Não       |              |
| 2015 | Creed                              | Sim     | Sim        | Não       |              |
| 2018 | Pantera Negra                      | Sim     | Sim        | Não       |              |
| 2018 | Creed II                           | Não     | Não        | Executivo |              |
| 2021 | Judas and the Black Messiah        | Não     | Não        | Sim       |              |
| 2021 | Space Jam: Um Novo Legado          | Não     | Não        | Sim       |              |
| 2021 | Homeroom                           | Não     | Não        | Executivo | Documentário |
| 2022 | Pantera Negra: Wakanda Para Sempre | Sim     | Sim        | Não       |              |
| 2022 | Creed III                          | Não     | História   | Sim       |              |
| 2025 | Pecadores                          | Sim     | Sim        | Sim       |              |

### Televisão
| Ano  | Título                     | Developer | Produtor Executivo | Notas                |
| ---- | -------------------------- | --------- | ------------------ | -------------------- |
| 2014 | The Day the Series Stopped | Não       | Sim                | Filme para Televisão |
| TBA  | Ironheart                  | Não       | Sim                | Pré-produção         |

### Curtas
| Ano  | Título       | Diretor | Roteirista | Notas                            |
| ---- | ------------ | ------- | ---------- | -------------------------------- |
| 2009 | Locks        | Sim     | Sim        | Também como ator e editor de som |
| 2011 | Fig          | Sim     | Não        |                                  |
| 2011 | The Sculptor | Sim     | Sim        |                                  |

### Outros créditos
| Ano  | Título              | Função                                           | Notas              |
| ---- | ------------------- | ------------------------------------------------ | ------------------ |
| 2009 | On the Grind        | Operador de câmera                               | Curta documentário |
| 2010 | Get Some            | Operador de boom, editor de som e mixador de som | Curta-metragem     |
| 2012 | It's Just Art, Baby | Operador de câmera e grip                        | Curta-metragem     |
| 2018 | Creed II            | Produtor executivo                               |                    |
| 2020 | Soul                | Agradecimento especial                           |                    |